# Bewegung für ein Großisrael
Die Bewegung für das ganze Land Israel (hebräisch הַתְּנוּעָה לְמַעַן אֶרֶץ יִשְׂרָאֵל הַשְּׁלֵמָה HaTnūʿah ləMaʿan Eretz Jisraʾel haSchlemah)
war eine politische Organisation in Israel, die sich während der 1960er und 1970er Jahre einer Vision von Großisrael verschrieben hatte.

## Geschichte
Die Organisation wurde im Juli 1967 gebildet, einen Monat nachdem Israel den Gazastreifen, die Sinaihalbinsel, das Westjordanland inklusive Ostjerusalem und die Golanhöhen im Sechs-Tage-Krieg erobert hatte. Sie forderte die israelische Regierung auf, die besetzten Gebiete zu annektieren und sie mit Juden zu besiedeln. Ihre Gründer waren eine Mischung aus Zionisten der Arbeiterschaft, revisionistischen Zionisten, Schriftstellern und Dichtern. Beispielsweise gehörten der Bewegung folgende Personen an:
- Schmuʾel Josef Agnon
- Nathan Alterman
- Aharon Amir
- Rachel Jannaʾit Ben-Zvi
- Icchak Cukierman
- Jisraʾel Eldad
- Chaim Gouri
- Uri Zvi Greenberg
- Isser Harʾel
- Avraham Joffe
- Schmuʾel Katz
- Eliʿeser Livneh
- Zivia Lubetkin
- Mosche Schamir
- Jitzchak Tabenkin
- Dan Tolkowskie
- Seʾev Vilnay

In den Wahlen zum israelischen Parlament (Knesset) 1969 trat die Bewegung als „Liste für das Land Israel“ an, erhielt jedoch nur 7.561 Stimmen (0,6 %). Damit scheiterte sie an der 1-%-Hürde. Nach den Parlamentswahlen 1973 trat sie dem Likud-Block, einer Allianz von Cherut, den Liberalen, der freien Zentrumspartei HaMerkas HaChofschi und der Staatsliste Reschima mamlachtit bei. Der Likud gewann 39 Sitze, wobei der Bewegung für ein Großisrael ein Sitz zugeteilt wurde. Dieses Mandat wurde von Avraham Joffe wahrgenommen.
1976 schloss sich die Bewegung mit der Staatsliste und dem Unabhängigen Zentrum (einem Fragment der freien Zentrumspartei) zusammen und gründete Laʿam, diese Partei blieb ein Teil des Likud-Blocks, bis sie 1984 mit Cherut verschmolz. Zwei ihrer Mitglieder, Mosche Schamir und Zvi Schiloach, wurden später in die Knesset für die Parteien Likud und Techija gewählt.